# Jabal Shā'ib al Banāt
Jabal Shā'ib al Banāt är ett berg i Egypten.   Det ligger i guvernementet Al-Bahr al-Ahmar, i den östra delen av landet, 400 km sydost om huvudstaden Kairo. Toppen på Jabal Shā'ib al Banāt är 2 028 meter över havet.
Terrängen runt Jabal Shā'ib al Banāt är huvudsakligen kuperad, men österut är den bergig. Jabal Shā'ib al Banāt är den högsta punkten i trakten. Trakten runt Jabal Shā'ib al Banāt är nära nog obefolkad, med mindre än två invånare per kvadratkilometer. Det finns inga samhällen i närheten. Trakten runt Jabal Shā'ib al Banāt är ofruktbar med lite eller ingen växtlighet.